# An der Linde 5 (Rothhausen)

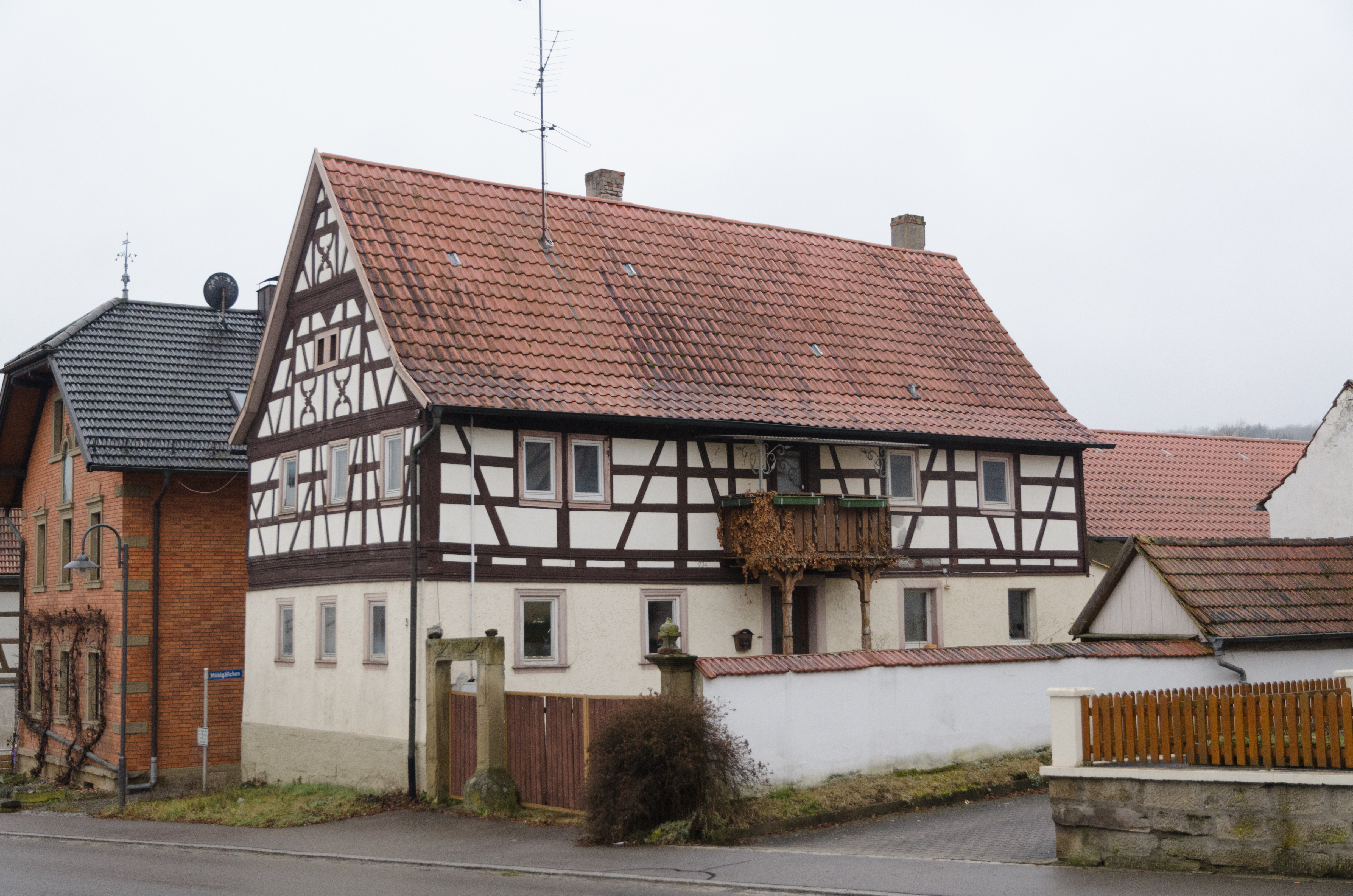
An der Linde 5 in Rothhausen

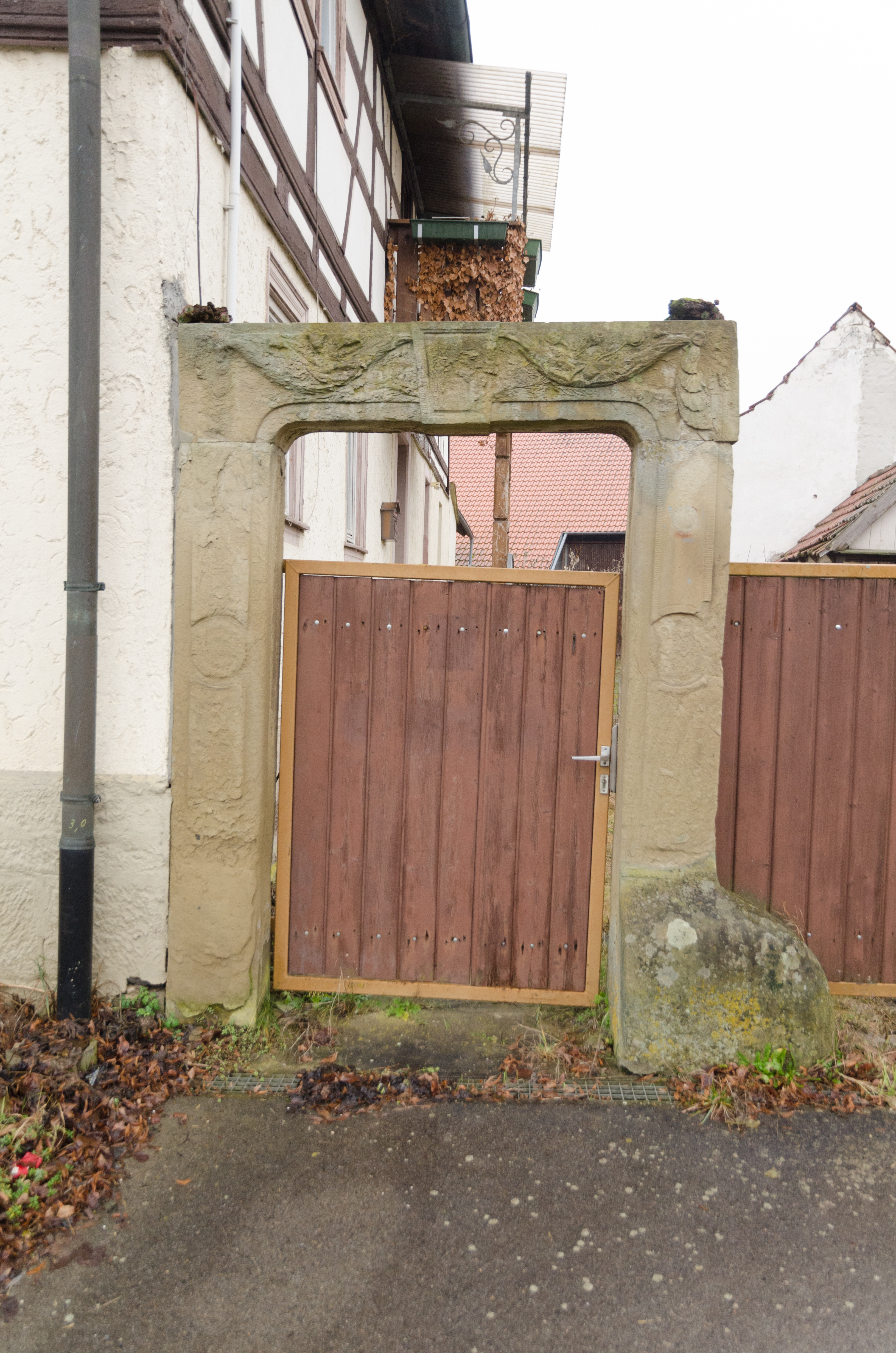
Hoftoranlage

Das Anwesen mit Hoftoranlage in An der Linde 5 in Rothhausen, einem Ortsteil der bayerischen Gemeinde Thundorf in Unterfranken im Landkreis Bad Kissingen gehört zu den Thundorfer Baudenkmälern und ist unter der Nummer D-6-72-157-26 in der Bayerischen Denkmalliste registriert.

## Geschichte
Bei dem Bauernhaus handelt es sich um einen zweigeschossigen, giebelständigen Fachwerkbau mit massivem Erdgeschoss und Satteldach. Laut Bezeichnung am Gewände eines Türbogens im Keller des Hauses wurde dieses im Jahr 1734 erbaut. Der Erbauer ist unbekannt. Da das Grundstück jedoch von 1680 bis 1760 in Besitz der Familie Hans Heurich beziehungsweise Heurig, ist dieser Hans Heurich wahrscheinlich auch der Erbauer des Hauses.
Laut Überlieferung des Rothhausener Dorflehrers Brehm aus den 1930er Jahren gehörte das Bauernhaus einst zum „Lipsenhof“ (Philippshof, schon 1566 angeblich von Veit Ulrich von Schaumberg errichtet). Den Aufzeichnungen von Dorflehrer Brehm zufolge wurde das Anwesen um das Jahr 1700 in die Nr. 34, 35 und 36 aufgeteilt.
Im Jahr 1919 fand eine komplette Erneuerung des Dachstuhls statt. Um das Jahr 1960 wurden Einscheiben-Kippfenster eingesetzt sowie die Klappläden entfernt. Die Jahreszahl „1967“ an der Giebelspitze erinnert an die in diesem Jahr erfolgte komplette Innen- und Außenrenovierung des Hauses. Im Jahr 1970 erfolgte eine Verputzung des Fachwerks im Parterre.
Zu dem Bauernhaus gehört eine Hoftoranlage, die laut Bezeichnung im Jahr 1827 von Caspar Schüler erbaut wurde. Das Tor besteht aus drei Pylonen aus Sandstein, die alle mit Rosetten versehen sind. Die zwei an das Fahrtor angrenzenden Pylonen sind mit Radabweisern versehen. Auf dem Querbalken des Tores befinden sich eine auskragende, stufig abgesetzte Deckplatte sowie Verzierungen in Form von Blattwerk, Tulpen, Girlanden und einem Schlussstein.